# 전광주
전광주(1974년 4월 13일~)는 대한민국의 성우로, 1997년 대교방송 성우극회 3기 공채로 입사했다.

## 주요 출연작

### 애니메이션
※전체 출연작은 외부 링크를 참조
- 카드파이트!! 뱅가드(어린이TV)
- A.T.O.M(챔프)
- 정글왕 사로(SBS)
- 흑집사(애니박스) - 라우
  - 흑집사 스페셜(애니박스) - 라우
- 백수왕 고라이온(어린이TV) - 세이도 츠요시(헝크)
- 내 이름은 이딘(Tooniverse) - 이딘
- 스캔2고(SBS) - DJ / 하은백
- 내 친구 자루(MBC)
- 일하는 세포(애니맥스) - 수지상 세포
- 우주소년 아톰 (디즈니채널) 유악한 박사
- 플래쉬 앤 대쉬(재능 TV) - 맹호성
- 디지몬 세이버즈(대원방송) - 내레이션
- 로보카폴리(EBS) - 트리노
- 헬로 카봇(KBS) - 스키드
- 돌아온 형사 가제트(대원방송)
- 슬레이어즈 스페셜 (대원방송) - 제프리
- 마법소녀 위치2기 (대원방송) - 맷 / 블렁크
- 강철의 연금술사 (대원방송) - 데니 블로슈 중사 / 레오 / 소년1(16화) / 소년(17화) / 소년 스카(21화)
- 검용전설 야이바 (대교방송) - 거미사내
- 공각기동대 - Stand alone complex (대원방송) - 사이트
- 기동전사 건담 SEED (대원방송) - 톨 케니히 / 할버튼(12화)
- 내 친구 아서 (대교방송) - 빙키
- 디그레이맨 (애니맥스) - 칸다 유우
- 동키콩 (대교) - 펑키
- 두발네발반야드 (니켈로디언)
- 라제폰 (애니원) - 카미나 아야토
- 말괄량이 삐삐 (대교) - 제터그렌
- 메다로트 (챔프) - 레토르트 / 독고철민
- 명탐정 코난 (투니버스) - 김강우 , 오선호
- 무한의 리바이어스 (애니원) - 룩슨
- 바람의 검심 (애니원) - 백호 / 아라이 샤쿠
- 보글보글 스폰지밥 (니켈로디언) - 징징이
- 뿅뿅요정 하니 (대교) - 까마라스
- 선녀전설 세레스  (애니원) - 아오기리 유히(아론)
- 스즈미야 하루히의 우울  (애니맥스) - 코이즈미 이츠키 / 타마루 유타카
- 스쿨럼블 (챔프) - 하나이 하루키
  - 스쿨럼블 OVA 1학기 보충수업 (애니원) - 하나이 하루키
- 스타 워즈: 클론 전쟁 (카툰네트워크)
- 신데엘모 (대교) - 엘모
- 십이국기 (애니원) - 아사노
- 쏙 빠져 들 것 같아 (대교) - 한성실
- 알렉산더 (애니원) - 알렉산더
- 열려라 세서미 스트리트 (대교)  - 엘모
- 열려라 엘모의 나라 (대교) - 엘모
- 오란고교 사교클럽 (투니버스) - 히타치인 카오루
- 우당탕탕 엽기가족 (대교) - 로드니
- 우주해적 미토의 대모험 (대교) - 강하늘/아리
- 으악!리얼 몬스터 (JEI-TV)
- 이누야샤 (애니원) - 은랑 (호죠 아키토) / 지석 / 은랑(36화) / 쥬로(쥬로마루,46화) / 류노스케(78화) / 촌장(88화)
- 이상한 나라의 앨리스  (대교) - 험프티 덤프티
- 진 여신 전생 데빌 칠드런 (대교) - 진
- 쫑아는 사춘기 (대교) - 왕짱구 (1기)
- 척척박사 버사 (대교) - 로이
- 천공의 성 라퓨타 (비디오) - 앙리
- 하울의 움직이는 성 (MOVIE) - 허수아비 카브
- 천방지축 모험왕 (대교) - 다루 / 아 / 마오 / 라이
- 최종병기 그녀 (애니원) - 노리
- 파이터 바키 (애니원) - 한마(유) 바키
- 환상마전 최유기 (애니원)
- 후르츠 바스켓 (애니원) - 송은진 (소마 아야메)
- 히트가이-J (애니원) - 페리스 아우로라 (아우로라 다이스케)
- 가정교사 히트맨 리본 (투니버스) - 코로네로
- 피니와 퍼브 - 제레미 존슨 / 로렌스 플레처 / 놈
  - 마일로 머피의 법칙 - 놈
- 해피해피 클로버 (챔프) - 나그네 토끼
- 일지매 (SBS) - 도성군사 / 장고의 친구
- 트랜스포머 갤럭시포스 (챔프) - 엑실리온 / 사이도스
- 슈팅 바쿠간 (투니버스) - 거스
- Z.O.E (애니원) - 나프스
- 바람이의 모험 (MBC)
- 동물나라 샤코롱 (MBC)
- 위대한 왕 세종 (MBC)
- 마술사 오펜 (애니맥스) - 오펜
  - 마술사 오펜 리벤지 (애니맥스) - 오펜
- 허리케인 레인저스 (애니박스) - 레드
- 플리즈 티처 (애니박스) - 시도우 마타구
- 듀얼 레전드 제로 (재능TV) - 닥터 루트
  - 듀얼 레전드 쇼크 (재능TV) - 닥터 루트
- 유모는 미이라 (어린이TV) - 줄리어스
- 조이드 퓨처스 (챔프) - 시그마
- 흑장미 부인의 문방구 (MBC)
- 어떤 마술의 금서목록 (애니맥스) - 스테일 마그누스
- 아리아 디 애니메이션 (애니맥스) - 아카츠키
  - 아리아 더 내츄럴 (애니맥스) - 이즈모 아카츠키 / 장인 / 아이의 형부
  - 아리아 디 오리지네이션 (애니맥스) - 아카츠키
- 채운국 이야기 (애니맥스) - 남용연 / 정유순 / 화진
- 딸기 100% (애니맥스) - 준페이
  - 딸기 100% OVA (애니맥스) - 마나카 준페이
- 카미츄! (애니맥스) - 야시마
- 갤럭시 엔젤 (애니맥스) - 보스 / 로디 / 로봇 / 막스
  - 갤럭시 엔젤Z (애니맥스) - 집사 / 엘펜 대령 / 도둑1 / 레슬링 사회자 / 레슬링 관람객2 / 할아버지 / 이상도시의 가게주인 / 뉴스앵커 / 성주 / 통신병 / 폭주족 / 아나운서 / 교관 / 경찰1 / 바텐더
  - 갤럭시 엔젤A (애니맥스) - 사회자 / 군상관 / 목소리 / 시민2 / 남자1 / 복권당첨 진행자 / 게임 속의 꽃미남 / 병사 상관 / 달리기 진행자 / 미스여군 심사관1 / 국왕 / 맥 / 민트네 집의 집사 / 란파 양의 사부님 / 살바토레 / 강도1 / 공룡 / 마쉬 / 초밥도장 주인 / 의사 / 고양이 가면을 쓴 남자 / 가게점장 / 크리스 / 남자 / 탈출캡슐관련 안내멘트 / 사막을 지나가는 인도인 / 뉴스앵커 / 켄지트 대위 / 공항관계자 / 괴도 콤비트 / 사령관 / 함장 / 남학생 / 배틀러 중사 / 가게 주인 / 시민3 / 시민5 / 보안관 / 군상관 / 교도소 소장
- 여신 후보생 (애니맥스) - 리오루트
- 진 샤프트 (애니맥스) - 아마기와 히로토
- 슈퍼로봇대전 OVA (애니박스) - 류 / 마사키
- 엑스 드라이버 OVA (애니박스) - 오가와 / 데이비드 / 남자
- From 아이즈 OVA (애니박스) - 요스케
- 머나먼 시공 속에서 OVA 자양화의 꿈 (애니박스) - 텐마
- 머나먼 시공 속에서 OVA 백룡의 무녀 (애니박스) - 카쓰자네
- 플리즈 트윈즈 OVA (애니박스) - 마타쿠
- 마법기사 레이어스 OVA (애니박스) - 도사 크레프
- 챔피언 죠 (애니박스) - 죠
- 건담 0083 스타더스트 메모리 (애니박스) - 코우
  - 건담 0083 지온의 잔광 (애니박스) - 코우
- 라스트 엑자일 (애니박스) - 멀린 / 기스 / 그레이하운드
- 사이버 포뮬러 더블원 (애니박스) - 신죠 나오키
  - 사이버 포뮬러 Zero (애니박스) - 신죠 나오키
  - 사이버 포뮬러 SAGA (애니박스) - 신죠 나오키
- 슬레이어즈 프리미엄 (애니박스) - 가우리
- 키바 (애니박스) - 미키
- 집없는 곰 텐저린 (애니박스) - 잭
- 아랑의 노래 (MBC)
- 모두 착한 아이에요 (투니버스) - 패로 / 코루
- 날아라 방울방울 친구들 (카툰네트워크) - 땀방울 군
- 몬스터 왕자 몽짱 (카툰네트워크) - 드라큘라
- 심술고양이 가필드 (재능TV) - 존
- 애니다큐 그림여행 (어린이TV) - 태양의 소년 선
- 우주여행사 야트 (재능TV) - 다니엘
- 버즈와 포비 (MBC 무비스) - 슬릭
- 쿵푸팬더 전설의 마스터 (니켈로디언) - 크레인
- 캡틴 날개 (스페이스툰) - 로베르트
- 델토라 퀘스트 (애니맥스) - 리프
- 지옥소녀 (애니맥스) - 센타로 아빠
- 판타스틱4 (카툰네트워크)
- 나루토 (투니버스) - 사콘 / 우콘 / 야사마루
- 사무라이 참프루 (투니버스) - 다츠노신
- 나나 (애니원) - 테라시마 노부오
- 파이 브레인 - 신의 퍼즐 (재능TV) - 카이
- 헌터X헌터 리메이크 (애니맥스) - 진
- 폭풍우 치는 밤에 Secret Friends (애니맥스) - 자크
- 쥬얼펫 트윙클 (어린이TV) - 레온
  - 쥬얼펫 선샤인 (어린이TV) - 이재민 / 염소 / 재스퍼 / 스트로베리 카페 점장 / 악어 / 산호왕국의 왕
  - 쥬얼펫 키라데코 (어린이TV) - 재스퍼
- 토리코 (카툰네트워크) - 죠아 / 드레스
- 꿈의 전사 드림 디펜더즈 (어린이TV) - 드롭
- 라이스 맨 (MBC)
- 고양이 탐정 허클 (EBS) - 루팡
- 신나는 과학 애니메이션 Why? (EBS) - 박사
- 탐험 드리랜드 2기 (어린이TV) - 여울랑
- 내 친구 호비 (투니버스) - 페로

### 극장용 애니메이션
- 스트레인지 월드(MOVIE) - 서처 클레이드
- 주먹왕 랄프(MOVIE) - 빅 진 / 스피드 레이서 하던 뚱땡이
- 주먹왕 랄프 2: 인터넷 속으로(MOVIE)
- 고양이의 보은(챔프) - 마츠다
- 라따뚜이(MOVIE) - 앰브리스더
- 메리다와 마법의 숲 - 아들 딩월
- 센과 치히로의 행방불명(챔프) - 개구리
- 천공의 성 라퓨타(MOVIE)
- 하울의 움직이는 성(MOVIE)
- 유리가면 OVA(애니원) - 김준구
- 아리아 디 아리에타 OVA(애니맥스) - 아카츠키
- 엑스 극장판(애니박스) - 스메라기 스바루 / 아사기 쇼고
- 강철의 연금술사 극장판(애니원) - 대니 블로슈
- 머나먼 시공 속에서 - 무일야(애니박스) - 텐마
- 알렉산더 전기 극장판(VIDEO) - 알렉산더
- 장화신은 고양이 - 험프티 덤프티
- 뽀로로 극장판 슈퍼썰매 대모험(MOVIE) - 너오리
- 오즈의 마법사(애니박스) - 허수아비
- 터보(MOVIE)
- 레고 무비(MOVIE) - 경찰
- 스폰지밥3D - 징징이
- 카 - 아나운서
- 가디언의 전설 - 디거(데이빗 웬헴)
- 공주와 개구리 - 티아나의 친구

### 영화
- 러브 레터(SBS) - 아키바의 친구(와타루 아리타)
- 마이티(SBS)
- 미스언더스탠드(SBS) - 고든 레이너 (데인 크리스틴슨)
- 사막의 뱀파이어(SBS)
- 엑스맨(SBS) -  바비 / 아이스맨(숀 애슈모어)
- 아더와 미니모이
- 파워레인저 정글포스 (애니박스) - 레오 (정글 레드) - (카네코 노보루)
- 가면라이더 드래건 극장판(애니박스) - 미즈오카
- 가면라이더 아기토 극장판(애니박스) - 쇼이치(가면라이더 아기토)
- 싸이렌 - 포장마차 주인(배우로 출연)
- 삼국지 극장판(CHING) - 마속(정사명)

### 특수촬영 드라마
- 마법전사 유캔도(재능TV) - 류노
- 파워레인저 트레저포스(챔프) - 나레이션
- 파워레인저 와일드스피릿(챔프) - 바에 / 레츠 / 와일드 블루
- 환성신 저스티라이저(재능TV) - 강해성 / 라이저 그렌 / 라이저 시로가네
- 천하무적 아머히어로(재능TV) - 이블파이어
- 가면라이더 디케이드(챔프) - 오노데라 유스케/가면라이더 쿠우가
- 파워레인저 캡틴포스(챔프) - 시나(스톰 레드)
- 출동! 레스큐포스(재능TV) - 라이트(R-1)
- 긴급출동! 레스큐파이어(재능TV) - 라이트(R-1)
- 파워레인저 다이노포스(챔프TV) - 검우치 (골드 다이노) (마루야마 아츠시)

### TV광고
- 스피드 011 “조성모편”
- LG가스오븐 레인지 쁘레오 “아내사랑편”
- 디지털LG “실크로드편”
- 김영국 교수의 MT학습법 등
- 베스트 오브 트렌스 – SM 엔터테인먼트사
- 오란씨
- 평화은행 – “따따따론편”
- TTL - “20살의 하늘편”
- 한국타이어  아톰 와 유식한 박사 와 친구들 만나다 !

### 내레이션
- TBN 차차차 (TBN 전주교통방송)
- 무엇이든 물어보세요 (KBS)
- 쇼! 행운의 신용카드 (KBS)
- 손범수, 진양혜의 심심남녀 (SBS)
- EBS수능특강 언어영역, 외국어 영역, 어린이 영어
- SBS골프 미즈노배 페밀리골프대회
- 양귀문의 머리가 좋아지는 당구교실 (Q채널)
- 충무로 VJ (예술영화TV)
- 미드나잇포커, 둘만의 여행, 아웃도어의 달인 (여행레져 TV)
- 메디컬 센터 (매일경제TV)
- VJ 이색탐험 (여행레져TV)
- 씨네포트 (KNN)

### 게임
- 진삼국무쌍 1, 2, 3 – 장합, 육손
- 뉴포트리스 - 캐릭탱과 다크뿡뿡
- 카트라이더 - 산타, 타키, 로두마니
- 오션 런너  -  바다거북
- 피망 맞고
- 피망 포커
- 그라나도 에스파다 - 커트 린든
- 던전앤파이터 - 니콜라스
- 드래곤네스트 - 부상당한 모험자, 클레릭 세드릭, 문장학자 베일리
- 어이쿠 왕자님 - 클로디어스 레오 바이케 (드라마cd)
- Diivaa 레인보우 프로젝트 레드-우빈(드라마cd)
- ACO 바보온달-차정인(드라마cd)
- THE GARA vol18(드라마cd)
- 도타2 - 하늘분노 마법사
- 몬스터 길들이기 - 가렌 총사

### 교육
- I&I Reading Club (튼튼영어)